# R. & V. Division
R. & V. Division of the Root & Vandervoort Engineering Company war ein US-amerikanischer Hersteller von Automobilen. In Anzeigen finden sich auch die Firmierungen R & V Motor Company und Root & Van Dervoort Engineering Company.

## Unternehmensgeschichte
1899 hatten Orlando J. Root und W. H. Vandervoort den Motorenhersteller Root & Vandervoort Engineering Company gegründet. Außerdem waren sie maßgeblich an der Moline Automobile Company beteiligt, die zwischen 1904 und 1914 Personenkraftwagen der Marke Moline und von 1914 bis 1919 der Marke Moline-Knight herstellten.
1920 gründeten sie das neue Unternehmen als Division. Der Sitz war in East Moline in Illinois. Nun stellten sie Autos der Marke R & V Knight her. Jedes Jahr entstanden mehrere hundert Fahrzeuge. Der Tod von Vandervoort 1921, die Nachkriegsdepression sowie  ausstehende Zahlungen für Arbeiten während des Ersten Weltkriegs sorgten für Probleme. 1924 endete die Produktion.

## Fahrzeuge
Alle Wagen hatten einen Schiebermotor, erfunden von Charles Yale Knight. Das erklärt den hinteren Teil des Markennamens. Abgesehen vom letzten Jahr standen immer zwei Modelle im Sortiment. Davon hatte das kleinere Model R einen Vierzylindermotor und das größere einen Sechszylindermotor.
1920 gab es das Model J mit sechs Zylindern. Die Motorleistung war mit 60 PS angegeben. Das Fahrgestell hatte 323 cm Radstand. Als Aufbauten sind Tourenwagen mit sieben Sitzen, Sport mit vier Sitzen, Roadster mit zwei Sitzen, Limousine mit sieben Sitzen und Coupé mit vier Sitzen überliefert. Das kleinere Modell hatte einen Motor mit 43 PS Leistung. Der Radstand betrug 292 cm. Zur Wahl standen Tourenwagen und Limousine mit jeweils fünf Sitzen.
1921 hatte das Model J nur noch 54 PS. Der Sport war nun fünfsitzig. Das kleinere Modell hatte einen 44-PS-Motor. Die Limousine entfiel.
1922 hatte das Model J als Sport wieder nur vier Sitze. Beim  kleineren Modell wurde der Radstand geringfügig auf 295 cm verlängert. Es war als Coupé mit vier Sitzen, Limousine mit fünf Sitzen und Tourenwagen mit fünf Sitzen karosseriert.
1923 erschien das neue Model H. Der Motor war mit 54 PS angegeben. Der Radstand betrug 315 cm. Zur Wahl standen Tourenwagen mit fünf und sieben Sitzen, Sport mit vier Sitzen, Club-Limousine mit fünf Sitzen und Limousine mit sieben Sitzen. Das kleine Model R blieb unverändert, entfiel aber nach Ablauf des Jahres.
1924 gab es das Model H zusätzlich als Coupé mit fünf Sitzen.

## Modellübersicht
| Jahr | Modell  | Zylinder | Leistung (PS) | Radstand (cm) | Aufbau |
| ---- | ------- | -------- | ------------- | ------------- | --- |
| 1920 | Model J | 6        | 60            | 323           | Tourenwagen 7-sitzig, Sport 4-sitzig, Roadster 2-sitzig, Limousine 7-sitzig, Coupé 4-sitzig                    |
| 1920 | Model R | 4        | 43            | 292           | Tourenwagen 5-sitzig, Limousine 5-sitzig                                                                       |
| 1921 | Model J | 6        | 54            | 323           | Tourenwagen 7-sitzig, Roadster 2-sitzig, Sport 5-sitzig, Coupé 4-sitzig, Limousine 7-sitzig                    |
| 1921 | Model R | 4        | 44            | 292           | Tourenwagen 5-sitzig                                                                                           |
| 1922 | Model J | 6        | 54            | 323           | Coupé 4-sitzig, Limousine 7-sitzig, Tourenwagen 7-sitzig, Sport 4-sitzig, Roadster 2-sitzig                    |
| 1922 | Model R | 4        | 44            | 295           | Coupé 4-sitzig, Limousine 5-sitzig, Tourenwagen 5-sitzig                                                       |
| 1923 | Model H | 6        | 56            | 315           | Tourenwagen 5-sitzig und 7-sitzig, Sport 4-sitzig, Club Limousine 5-sitzig, Limousine 7-sitzig                 |
| 1923 | Model R | 4        | 44            | 295           | Tourenwagen 5-sitzig, Coupé 4-sitzig, Limousine 5-sitzig                                                       |
| 1924 | Model H | 6        | 56            | 315           | Tourenwagen 5-sitzig und 7-sitzig, Coupé 5-sitzig, Club Limousine 5-sitzig, Limousine 7-sitzig, Sport 4-sitzig |

## Produktionszahlen
| Jahr  | Produktionszahl |
| ----- | --------------- |
| 1920  | 767             |
| 1921  | 967             |
| 1922  | 856             |
| 1923  | 736             |
| 1924  | 473             |
| Summe | 3799            |

Quelle: